# Banque cantonale de Fribourg
Banque Cantonale de Fribourg (BCF) es un banco cantonal suizo que es parte de los 24 bancos cantonales que sirven a los 26 cantones de Suiza. Fundado en 1892, Banque Cantonale de Fribourg en 2014 tenía 29 sucursales a lo largo de Suiza con 372 empleados; los activos totales del banco eran de 18938,23 mln CHF. Con su sede central en Friburgo, Banque Cantonale de Fribourg tiene sus préstamos garantizados por el estado.

## Historia
Hasta 1996, el banco era llamado Banque de l'État de Fribourg.
Albert Michel fue el CEO de BCF entre 1993 y 2011, y director del consejo entre 2012 y 2022. Alex Geissbühler preside el banco desde 2022.